# Campanula telephioides
Campanula telephioides är en klockväxtart som beskrevs av Pierre Edmond Boissier och Heinrich Carl Haussknecht. Campanula telephioides ingår i släktet blåklockor, och familjen klockväxter. Inga underarter finns listade i Catalogue of Life.